# Creophilus maxillosus
Creophilus maxillosus är en skalbaggsart som först beskrevs av Carl von Linné 1758.  Creophilus maxillosus ingår i släktet Creophilus och familjen kortvingar. Arten är reproducerande i Sverige. Inga underarter finns listade i Catalogue of Life.

## Bildgalleri

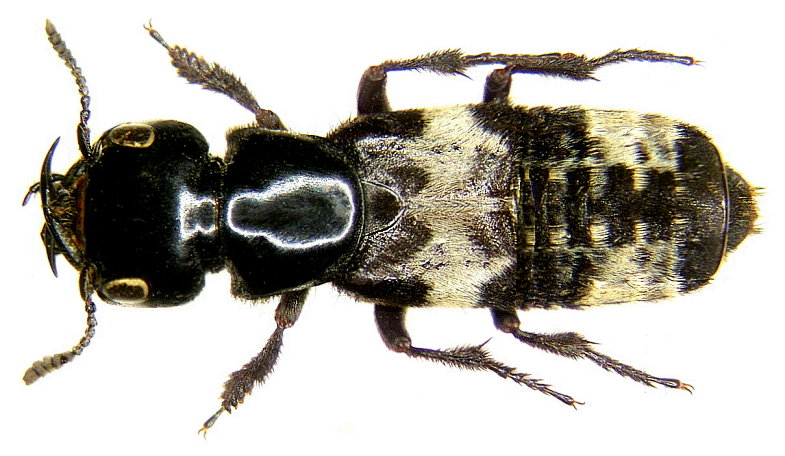
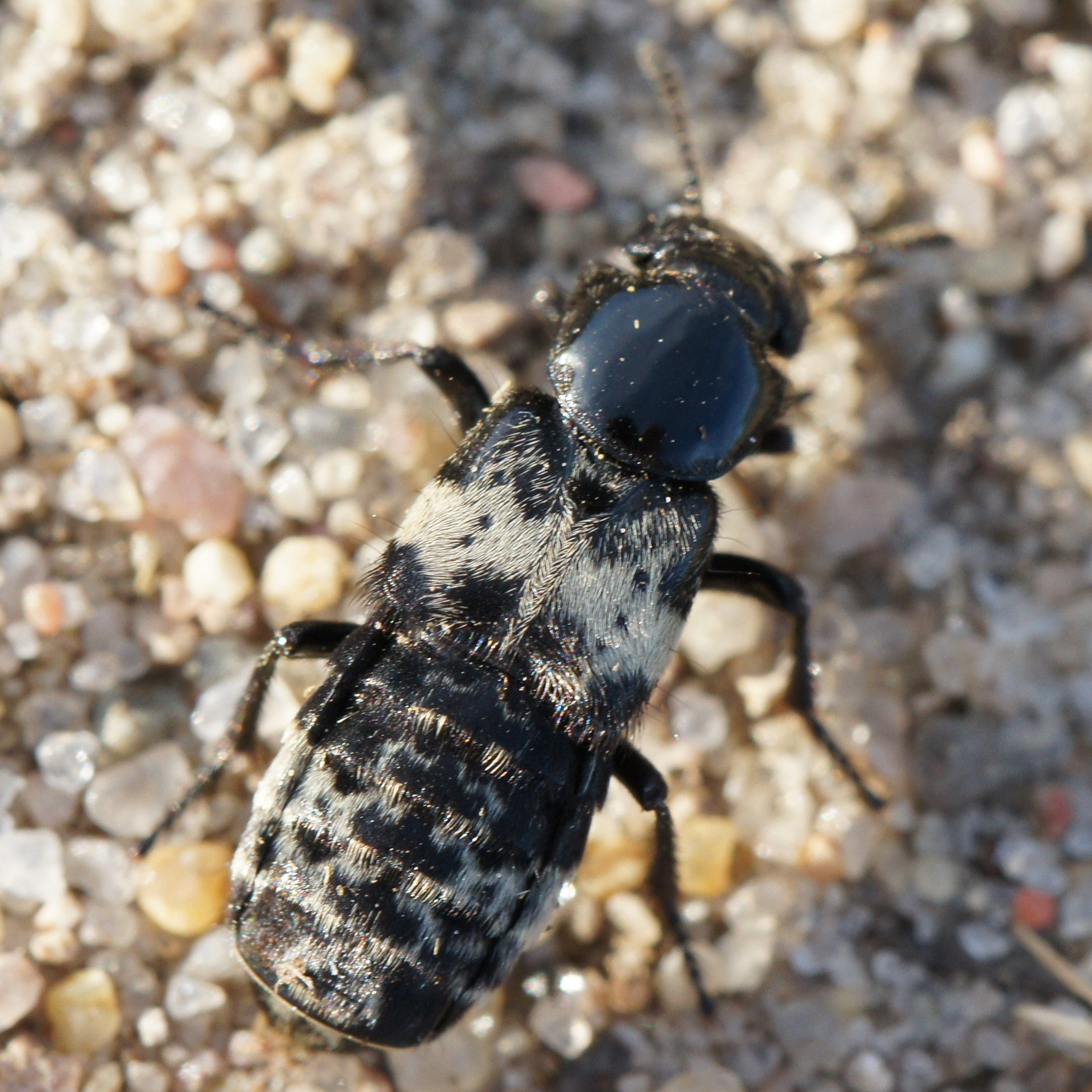
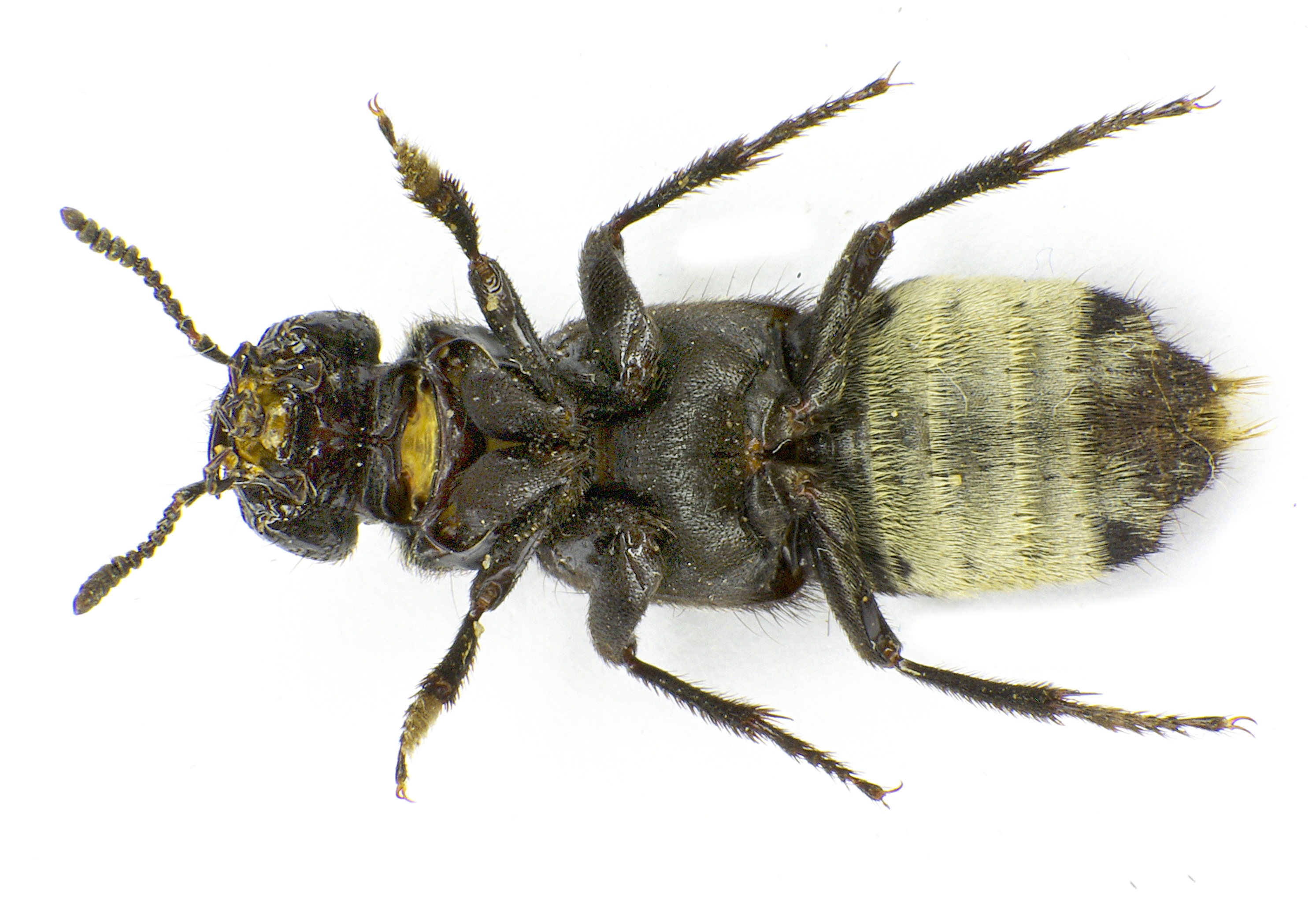
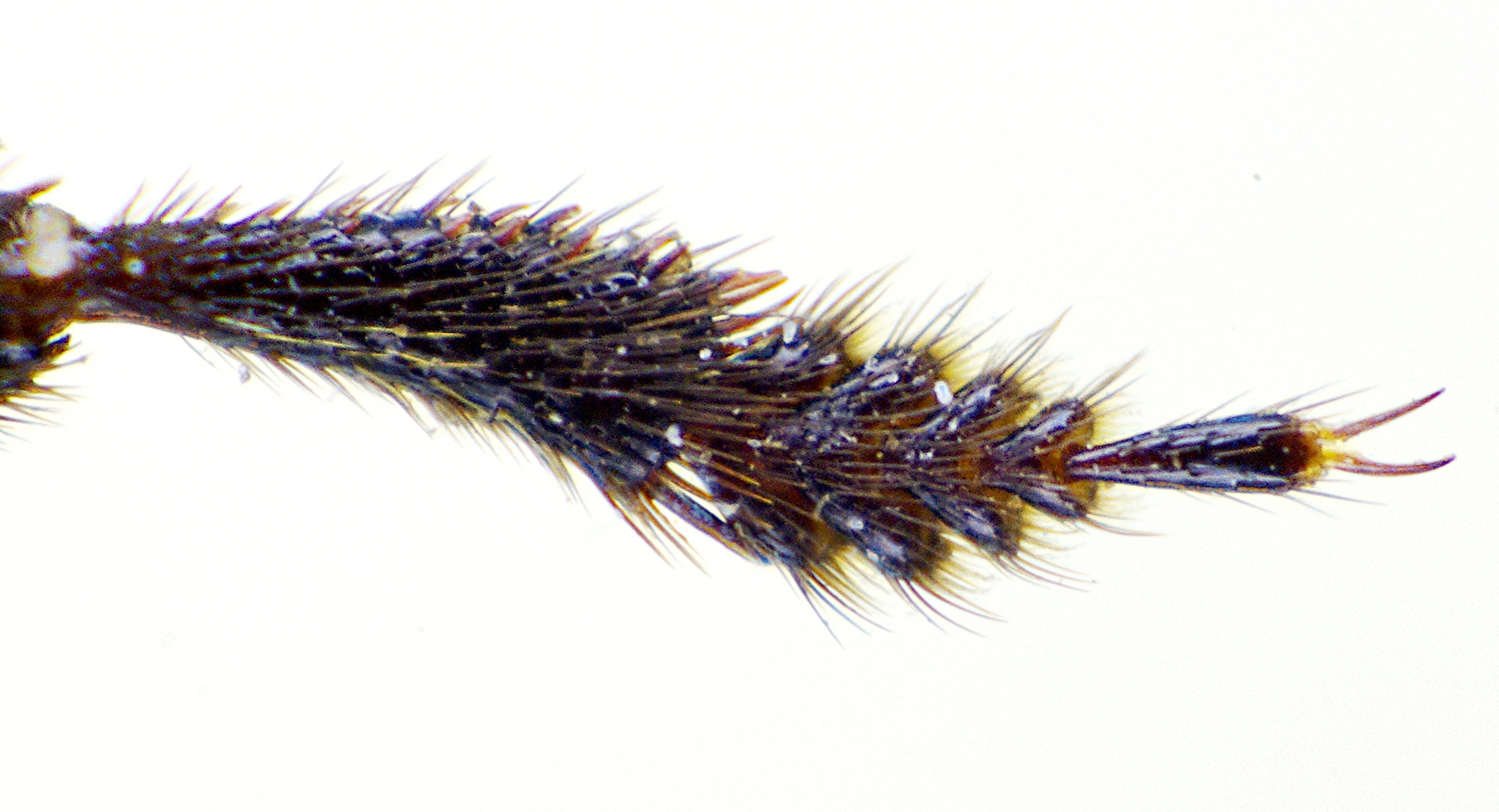